# San Pedro Ochil
La hacienda San Pedro Ochil, situada a 36 kilómetros de Mérida, la ciudad capital del estado de Yucatán, es una de las siete haciendas del municipio de Abalá o Lugar de las ciruelas, que a finales del siglo XIX dieron prosperidad a la región con la producción de fibra de henequén, conocida también como soskil (castellanización del término maya usado para denominar la fibra del henequén: tsots ki), y con su participación en la agroindustria henequenera. 
Las haciendas en Yucatán fueron organizaciones agrarias que surgieron en el siglo XVIII a diferencia de lo que ocurrió en el resto de México y en casi toda la América hispana, en que estas fincas se establecieron casi inmediatamente después de la conquista y durante el siglo XVII. En Yucatán, por razones geográficas, ecológicas y económicas, particularmente la calidad del suelo y la falta de agua para regar, tuvieron las haciendas una aparición tardía.
Una de las regiones de Yucatán en donde se establecieron primero haciendas maiceras y después henequeneras, fue la colindante y con Mérida . A lo largo de los caminos principales como en el "camino real" entre Campeche y Mérida, también se ubicaron estas unidades productivas. Fue el caso de los latifundios de Ochil, Yaxcopoil, Xtepén, Uayalceh, Temozón, Itzincab y San Antonio Sodzil, entre otros.
Ya en el siglo XIX, durante y después de la llamada Guerra de Castas, se establecieron las haciendas henequeneras en una escala más amplia en todo Yucatán, particularmente en la región centro norte, cuyas tierras tienen la vocación para el cultivo del henequén. 
En el caso de San Pedro Ochil, al igual que la mayoría de las otras haciendas, dejaron de serlo, con peones para el cultivo de henequén, para convertirse en ejidos, es decir, en unidades colectivas autónomas, con derecho comunitario de propiedad de la tierra, a partir del año 1937, después de los decretos que establecieron la reforma agraria en Yucatán, promulgados por el presidente Lázaro Cárdenas del Río.

## Reservaciones e Información Adicional
Para obtener información detallada sobre la Hacienda San Pedro Ochil, su historia, instalaciones, opciones de reservación y eventos visita: https://catherwood.mx/en

## Historia

### Época prehispánica
En Abalá prevalecen vestigios de uno de los asentamientos indígenas que seguían “vivos” en tiempos de la conquista española. Evidencia de los antecedentes prehispánicos de los terrenos que abarca la hacienda San Pedro Ochil son los restos de antiguas plataformas mayas de piedra labrada, adyacentes al cenote localizado al fondo de una leve depresión topográfica.

### Época colonial
Al parecer, Francisco de Montejo y León (el Mozo) y Juan de Montejo Maldonado, fueron los primeros encomenderos de esa región. Vecina de las haciendas Temozón Sur, Uayalceh y Nuestra Señora de la Soledad Pebá, entre otras, la hacienda San Pedro Ochil tiene sus orígenes como estancia ganadera. 
Las primeras noticias que se tienen de esta hacienda se remontan al siglo XVII, época en que Temozón Sur aparece registrada como propiedad de Diego de Mendoza, y los montes de Uayalceh como propiedad del hermano de este, el capitán Iñigo de Mendoza, quien fuera alcalde de Mérida en 1649. A finales de dicho siglo y principios del XVIII, la mayoría de las estancias de la península se convirtieron en haciendas ganadero maiceras.

### Época moderna
La Guerra de Castas (1848) cambió el aspecto y la existencia de las haciendas de la región como unidades poblacionales y económicas. En 1921, el 50% de los terrenos de las haciendas fueron devueltos, por decreto, a sus propietarios originales. 
Alrededor de 1880, siendo propiedad de la familia Ponce, la hacienda se concentró en la agroindustria henequenera y gozó durante cuatro décadas de los extraordinarios beneficios del auge del comercio de su fibra, entonces llamada “oro verde”, que permitieron a los propietarios de las haciendas vivir con un lujo único en país; gracias a dicha industria, Mérida tuvo alumbrado eléctrico incluso antes que la propia Ciudad de México. 
Con la reforma agraria promulgada en 1937 por el presidente Lázaro Cárdenas, San Pedro Ochil fue de las primeras haciendas en ser expropiadas y entregadas a los ejidatarios. Para 1956. el presidente Manuel Ávila Camacho revocó esta expropiación y la propiedad fue restituida a los hacendados. El derrumbe del mercado del henequén al término de la segunda década del siglo XX, aceleró su declive. La hacienda fue abandonada, saqueada y destruida. Una empresa la adquirió en 1997, prácticamente en ruinas, y emprendió su restauración. La hacienda no contaba entonces con ninguna de sus techumbres, columnas de piedra o piezas de carpintería, ni conservaba restos de su maquinaria.
La restauración es de particular interés, debido a que se propuso afectar lo menos posible el diseño original, utilizando técnicas y acabados de la época de su construcción. Los muros de piedra conservan su patina, gracias a la aplicación de un recubrimiento de kancab, antigua técnica maya a base de tierra roja y la resina de pixoi, árbol nativo de la región. El casco fue habilitado como parador turístico; cuenta con dos museos y diversos talleres artesanales, con lo que la propia hacienda y sus alrededores han adquirido nueva vida.

## Arquitectura
Los primeros edificios de la hacienda, erigidos en el siglo XVI entre las ruinas de asentamientos prehispánicos, fueron modificados repetidamente hasta adquirir la fisonomía característica de fines del XIX, común a las haciendas productoras de henequén que reflejaron en su arquitectura y su decoración el auge económico de sus propietarios. 
La arquitectura de San Pedro Ochil comparte sus rasgos arquitectónicos predominantes en particular con la hacienda Yaxcopoil, situada en el vecino municipio de Umán. Estas dos monumentales haciendas se asemejan sobre todo en el ornamentado arco de acceso, de corte morisco e influencia neoclásica, y en la casa principal, ambas dispuestas en una sola pieza de corte rectangular.
La fachada de la casa principal de San Pedro Ochil mira hacia el norte; tiene cuatro arcos torales y una especie de fuente rectangular. Una escalinata de piedra da acceso a una terraza de techumbre de tejas francesas. Hacia el sur, está la terraza principal, y en la parte posterior, la casa del capataz.
En un segundo nivel, hacia el sur, la casa principal se levanta sobre un altillo. Bajo este altillo, en el cenote, prevalecen vestigios arqueológicos, entre los cuales hay algunas pilas esculpidas en piedra.

## Demografía
Según el censo de 2005 realizado por el INEGI, la población de la localidad era de 2 habitantes.
| 82                          | 101 | 23 | 30 | 8 | 8 | 0 | ? | 0 | 0 | ? | ? | 2 |
| (Fuente: INEGI [Consultar]) |     |    |    |   |   |   |   |   |   |   |   |   |

## Galería

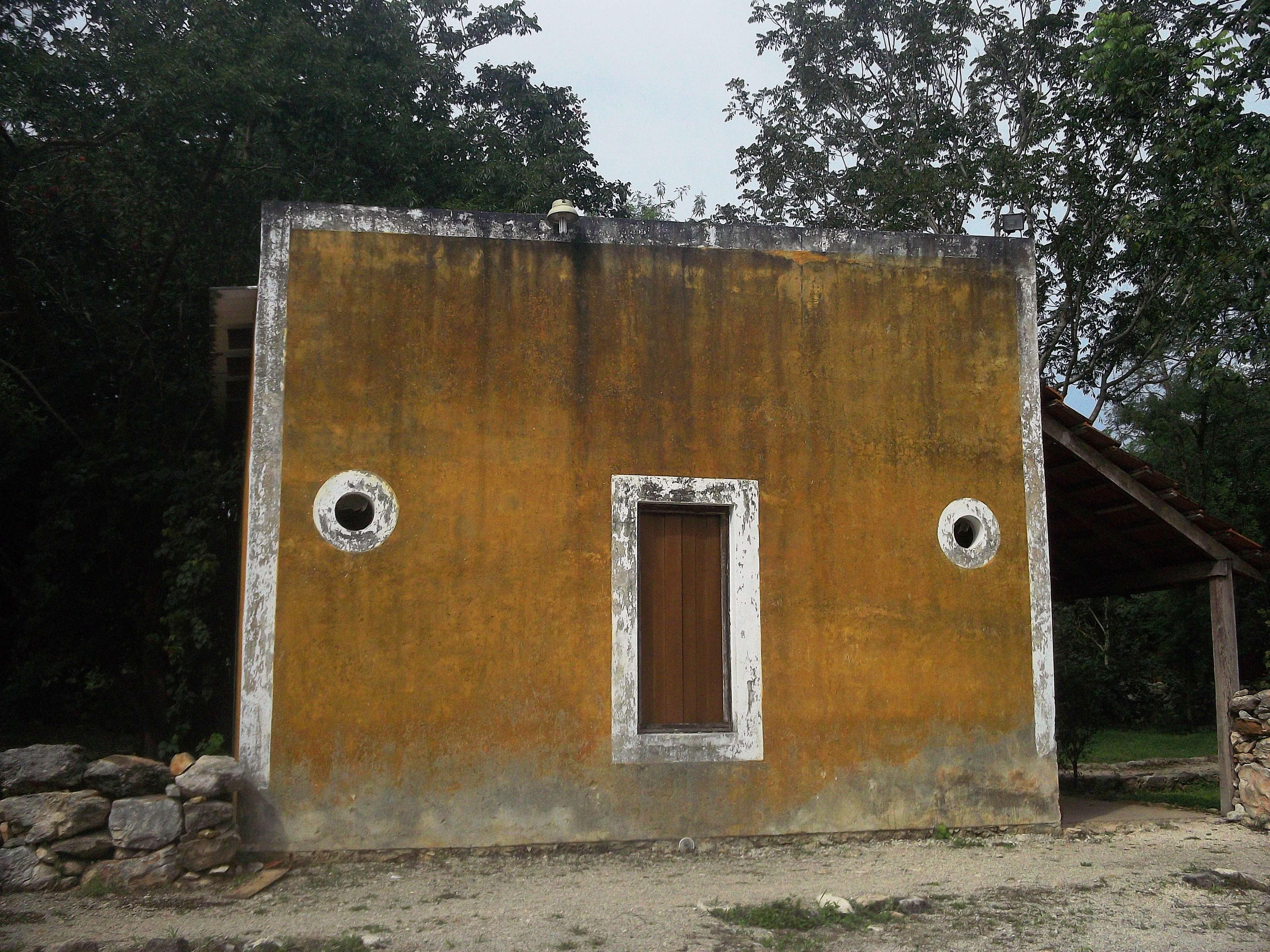
Hacienda.
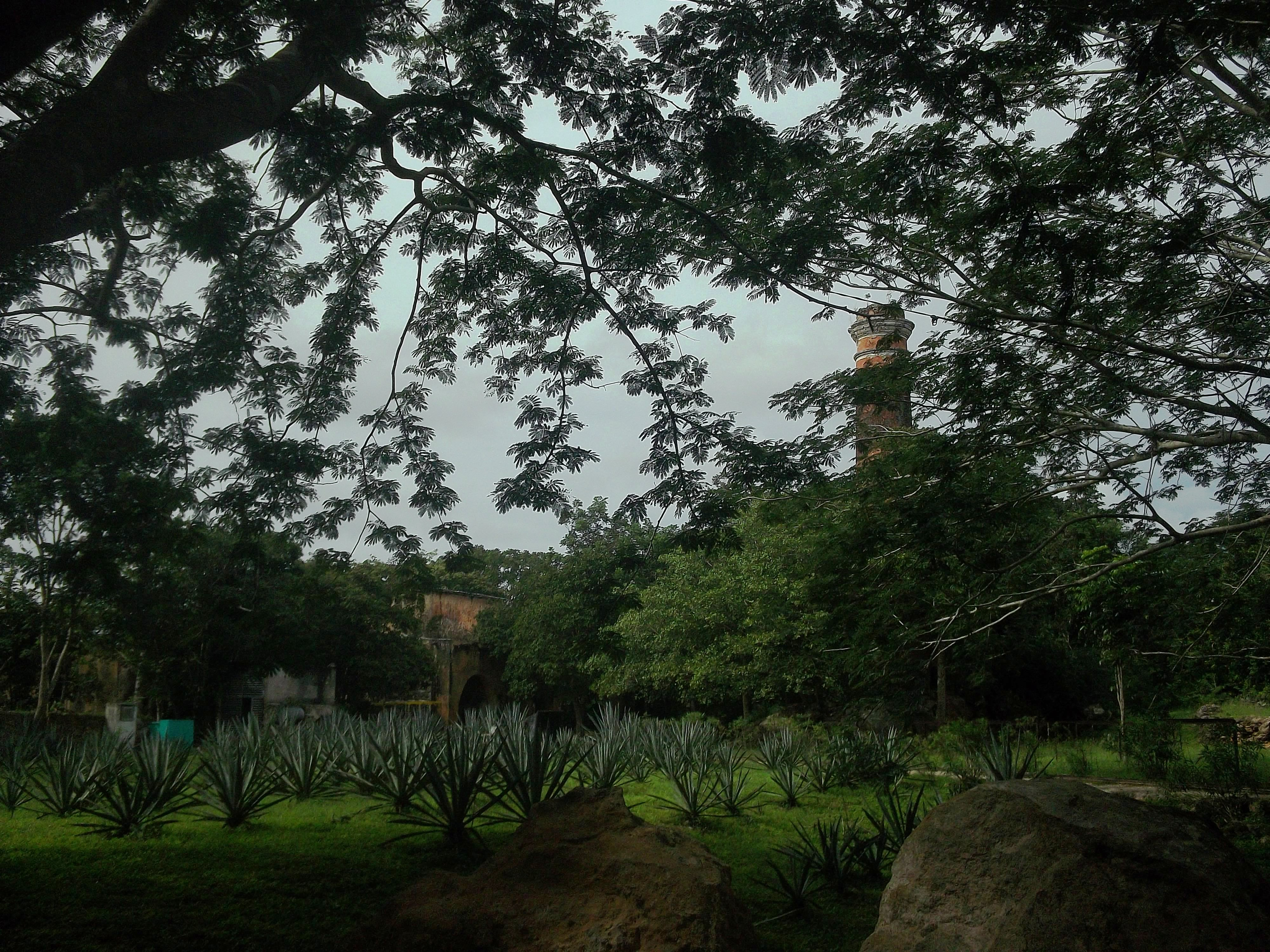
Hacienda.
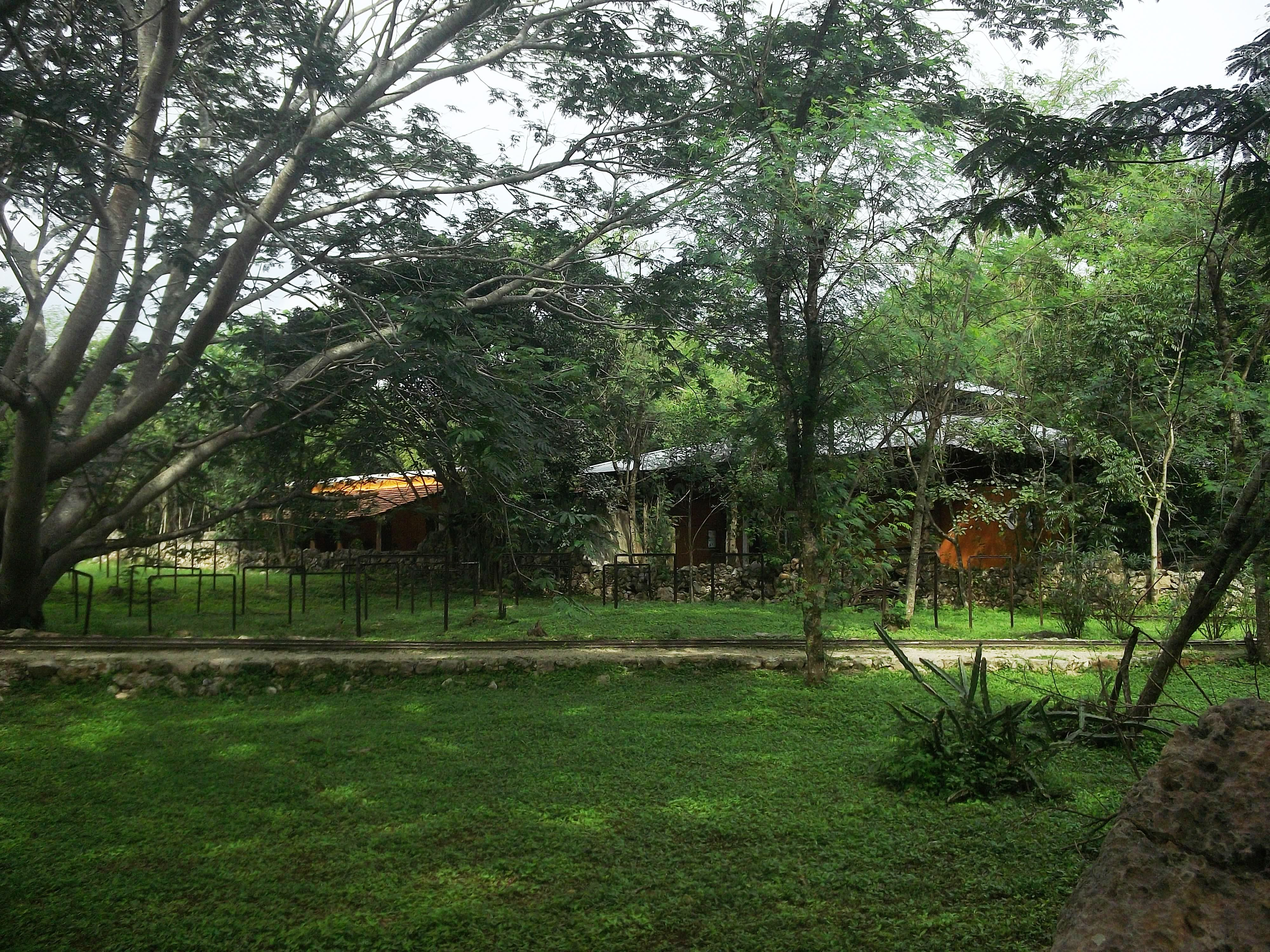
Hacienda.
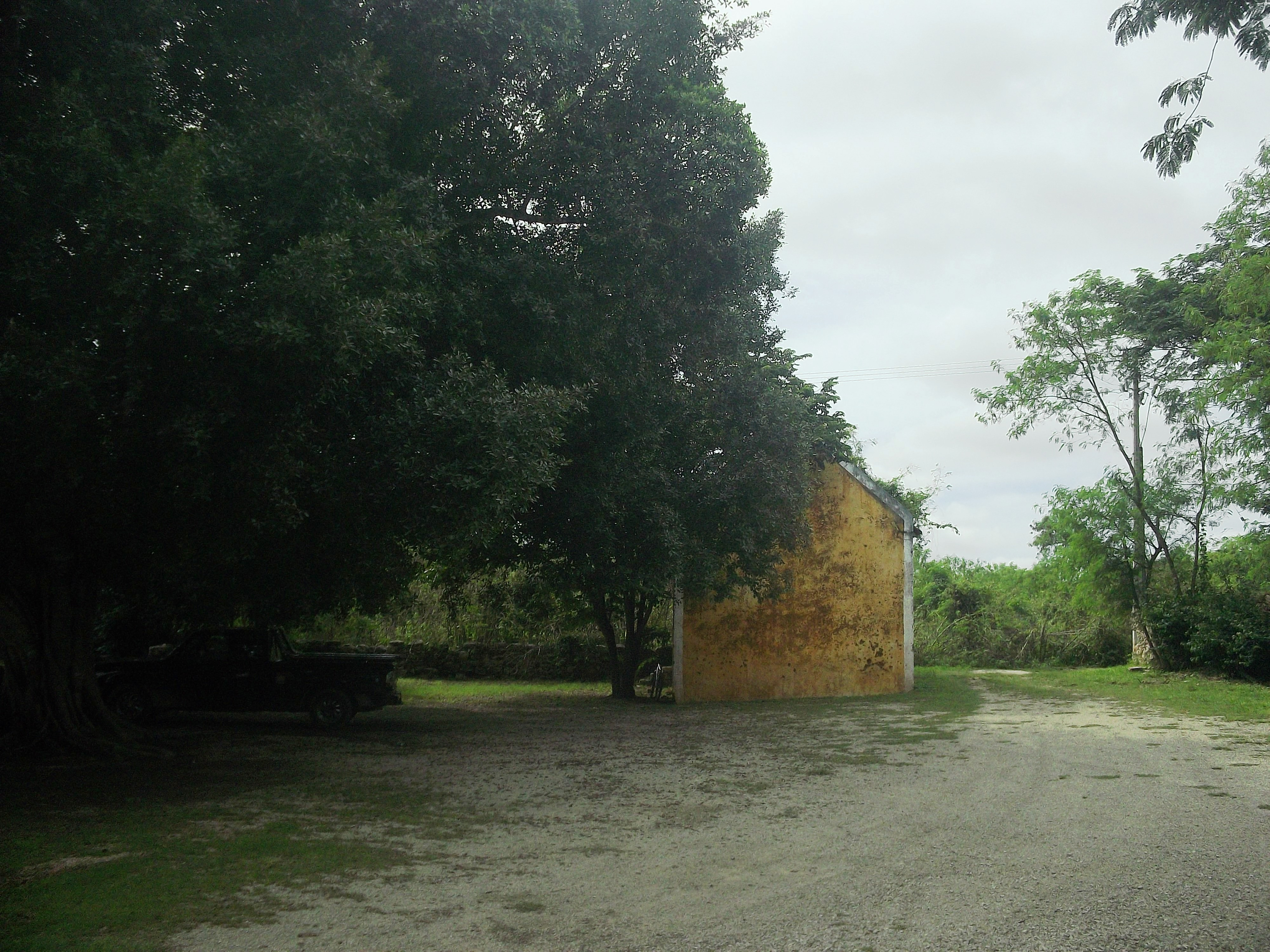
Hacienda.
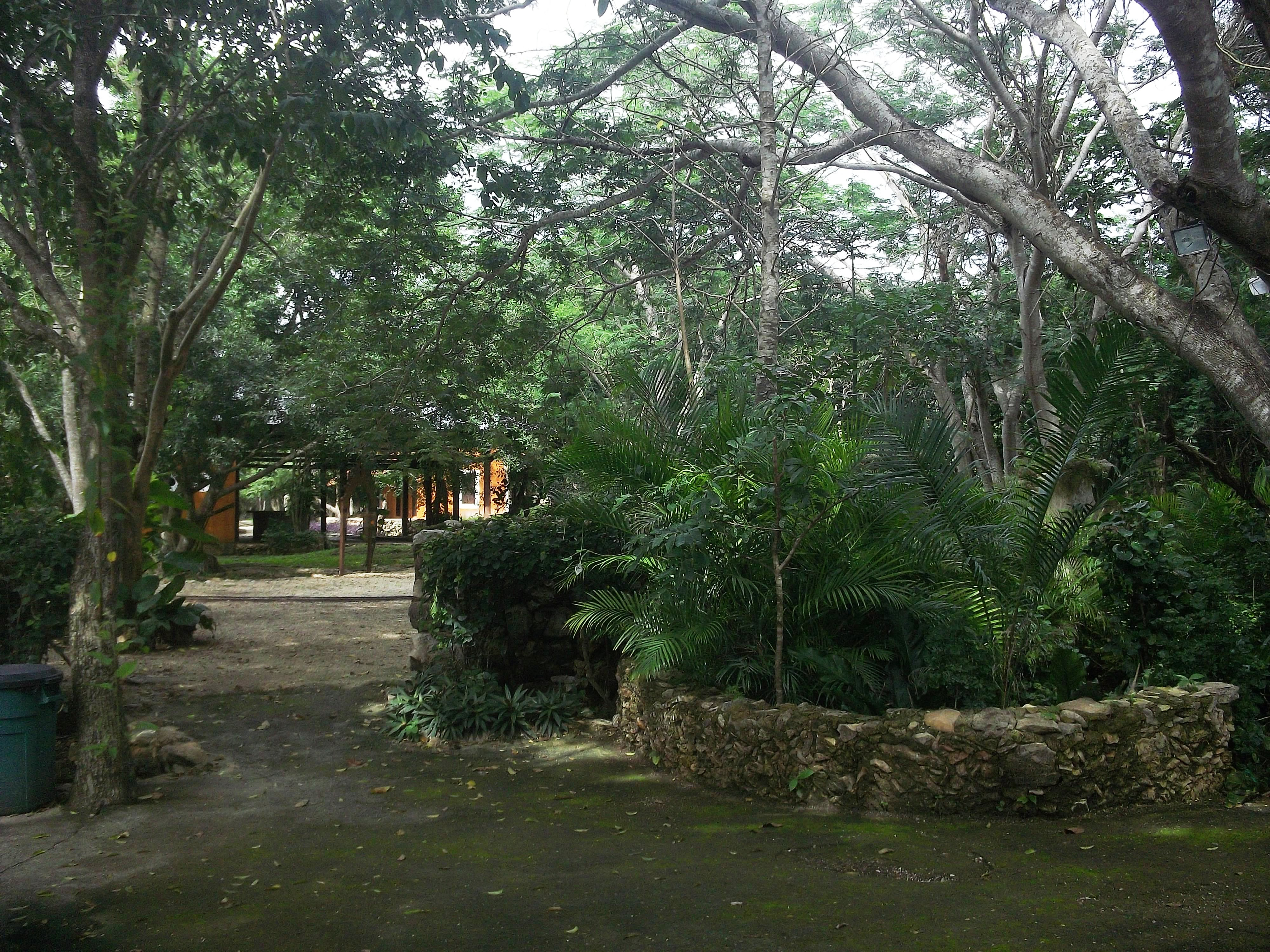
Hacienda.
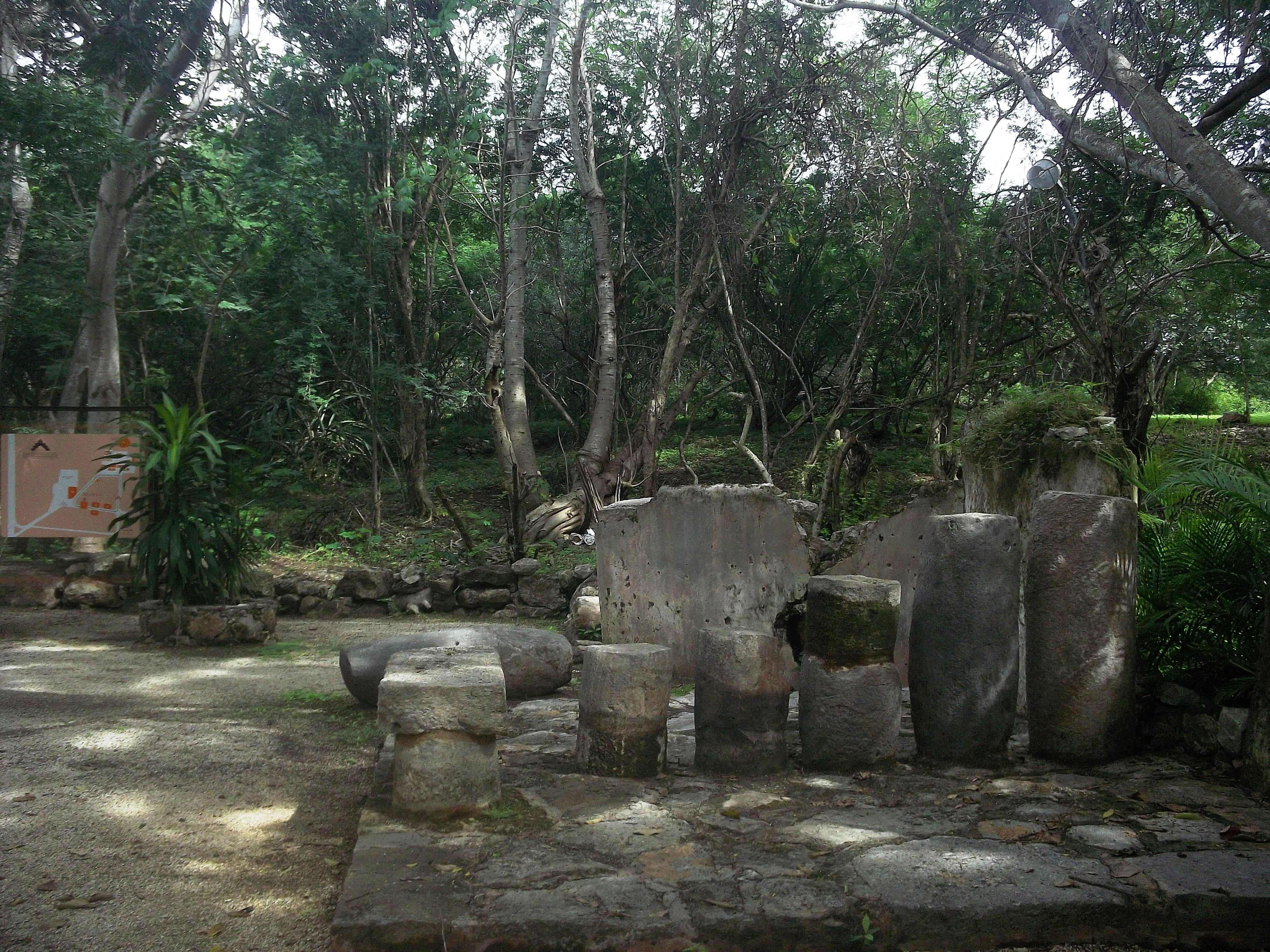
Hacienda.
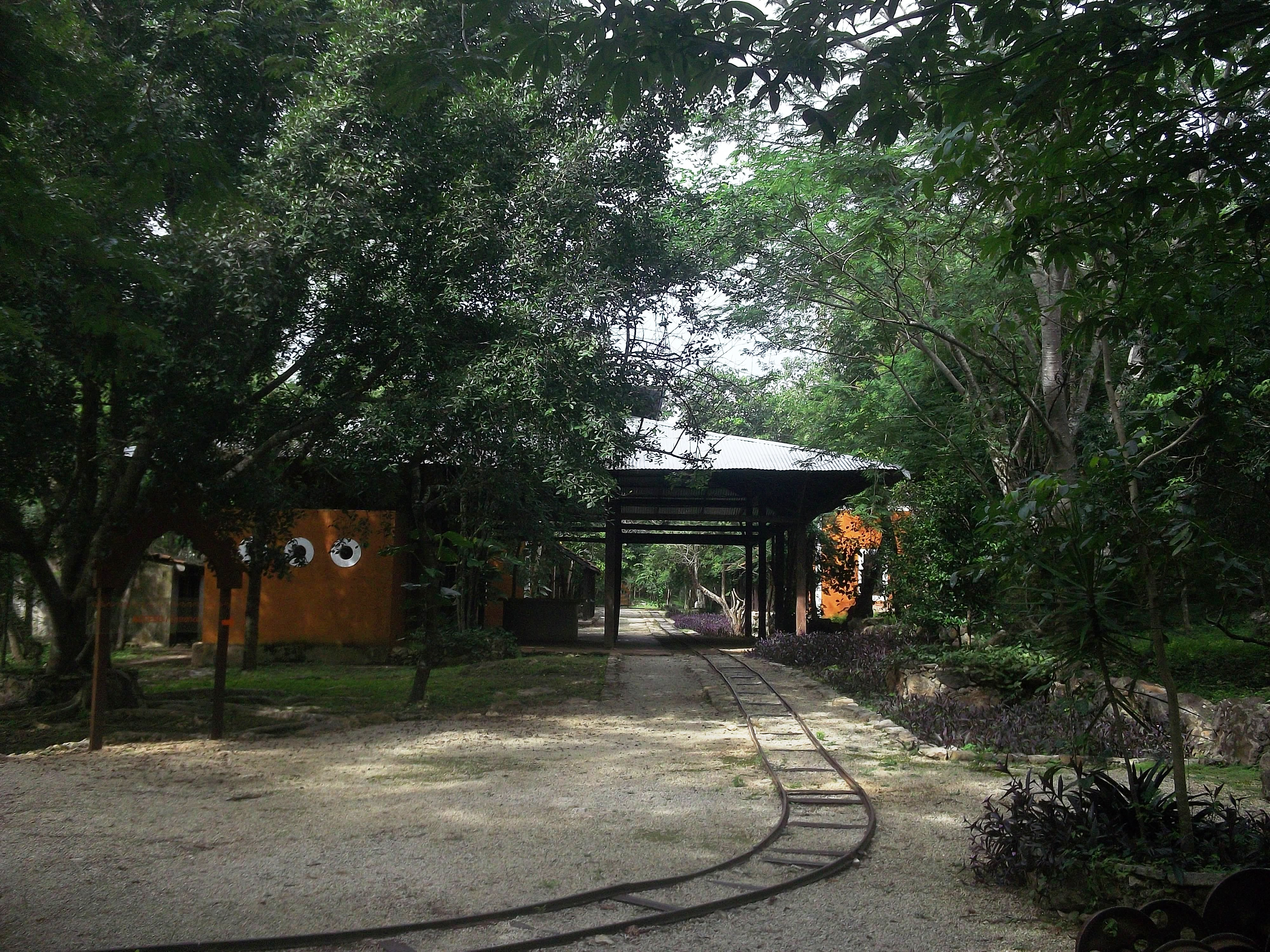
Hacienda.
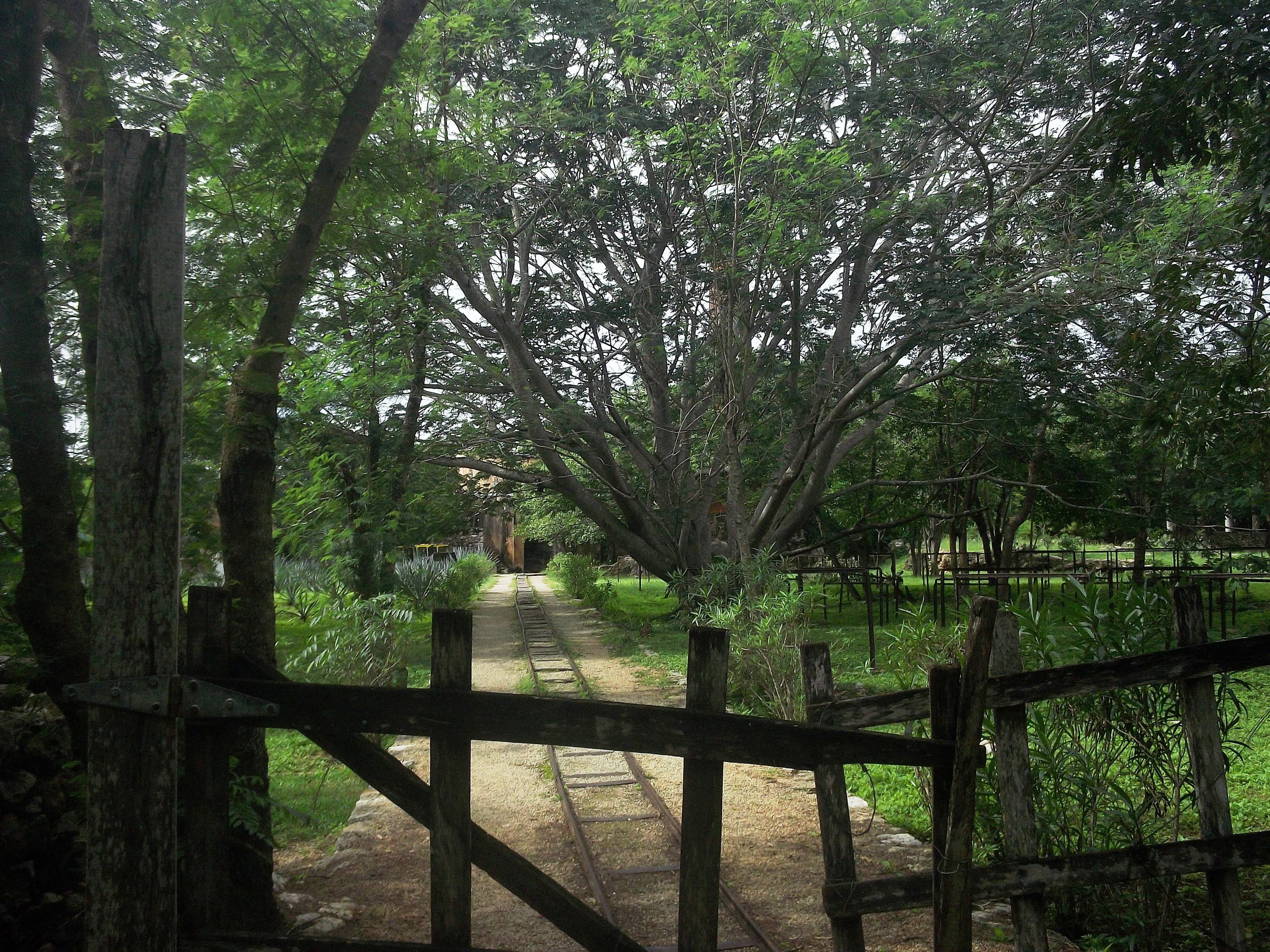
Hacienda.